# Hans Lang (Uhrmacher)
Hans Lang (* 9. Mai 1924 in Dresden; † 17. März 2013 in Essen) war ein bedeutender Uhrmacher. Er schuf komplexe astronomische Uhren.

## Leben
Hans Lang kam als Sohn eines Hutmachers und einer Strohhutnäherin in Dresden zur Welt. Seine Jugend war geprägt von einer spinalen Kinderlähmung. 1942 bestand er die Gesellenprüfung für Uhrmacher mit Auszeichnung. Es folgte die Zwangsverpflichtung zur Uhrenfabrik AG Glashütte. 1948 gelang es ihm, in seiner kleinen Wohnung in Dresden eine erste Uhrmacherwerkstatt einzurichten. 1953 legte er die Meisterprüfung ab. Zwei Jahre später übernahm er ein kleines Uhrengeschäft in Pirna. In seiner Freizeit entwarf Lang eine erste astronomische Uhr mit umfangreichen astronomischen Anzeigen. Doch zur Ausführung gelangte diese Uhr noch nicht. Als er mit einem Schweizer Uhrenfabrikanten in Briefkontakt trat, wurde Lang bespitzelt und zum Eintritt die regionale Uhrmacherproduktionsgenossenschaft aufgefordert. Um weiteren Repressionen zu entgehen, flüchtete Hans Lang 1958 in den Westen.
Von 1959 arbeitete Lang als Uhrmacher, später als Werkstattleiter im Uhrenhaus Deiter in Essen. 1962 baute Lang eine astronomische Uhr. Mit 58 Jahren gab Lang seinen Brotberuf auf, um sich ganz der Herstellung seiner großen astronomischen Kunstuhr zu widmen, die 1986 fertiggestellt wurde. Für diese Uhr verlieh ihm der Zentralverband für Uhren, Schmuck und Zeitmeßtechnik 1987 die Peter Henlein Medaille für herausragende Leistungen auf dem Gebiet der Uhrmacherei. Seit 1994 befindet sich diese Uhr im Deutschen Uhrenmuseum Furtwangen. Bis 1993 baute Lang noch zwei weitere astronomische Uhren geringerer Komplexität. Ein Augenleiden zwangen Lang, den Beruf des Uhrmachers aufzugeben.
In späteren Jahren verfasste er eine Autobiografie, Gedichte sowie Texte über Astropsychologie.

## Die „Hans-Lang-Uhr“

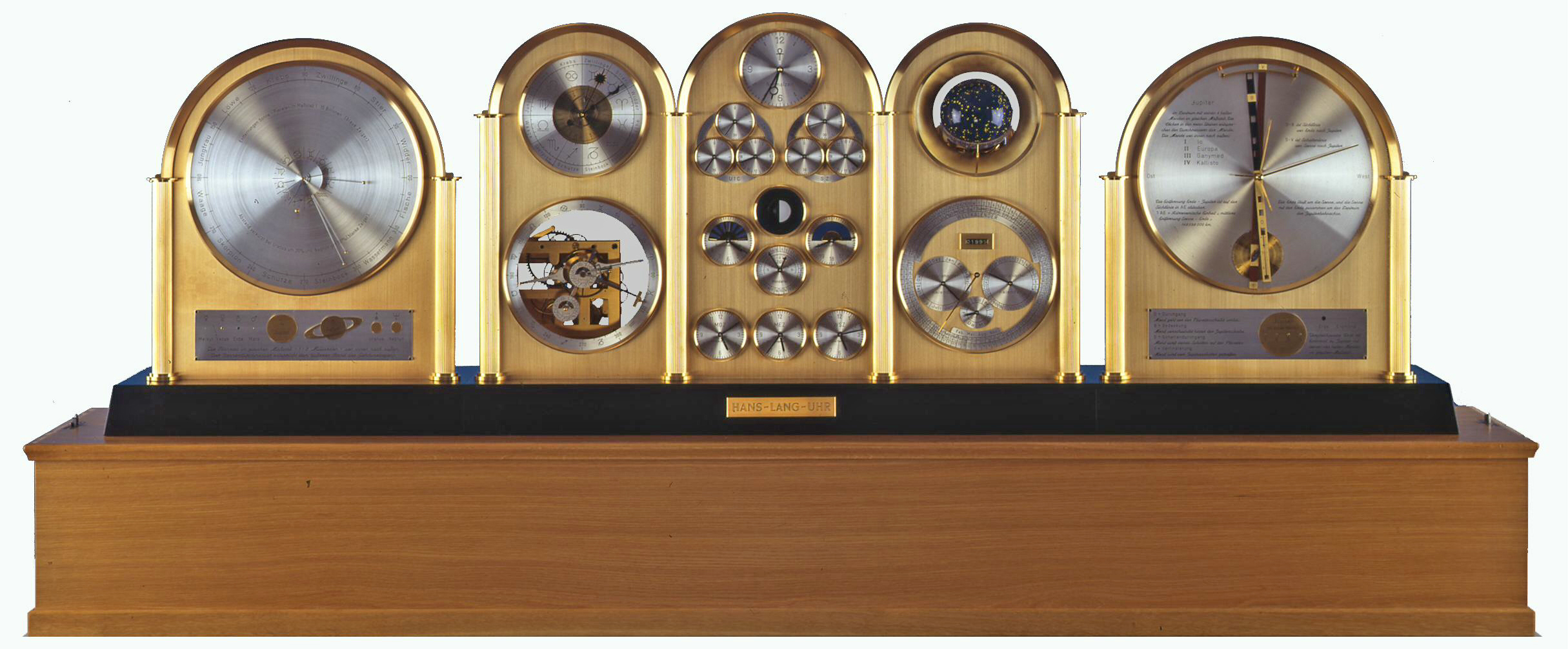
Hans-Lang-Uhr, 1982–1986 (Deutsches Uhrenmuseum, Inv. 1995-030)

Die Hans-Lang-Uhr genannte Uhr entstand zwischen 1982 und 1986 nach 25-jähriger Vorarbeit. Als Zeitbasis dienen mehrere Funkuhren. Sie steuern acht mechanische Werke mit insgesamt 412 Zahnrädern und Abtastschablonen. Auf 38 Anzeigenblättern zeigt die Uhr unterschiedliche Zeiten sowie astronomische und kalendarische Angaben. Sie zählt damit zu den komplexesten Uhren, die jemals gebaut wurden.
Wissen und Glauben waren für den Uhrmacher und Astrologen Hans Lang eins. Wie die Erbauer mittelalterlicher Kunstuhren wollte Lang mit dieser komplexen Maschine zeigen, dass die ganze Schöpfung vom göttlichen Geist, von einer Harmonie der Sphären durchdrungen sei. Er sah seine Uhr in einem sehr traditionellen Verständnis als „Kunstwerk“, das von jedermann intuitiv verstanden werden könne: „Mein Anliegen ging dahin, allen für Schönheit und Ästhetik aufgeschlossenen Menschen einen Blickfang zu bieten, der in ihnen nachwirken konne, der Empfindungen wecken sollte, die die Einbettung des menschlichen Bewusstseins in die universelle Welt einer göttlichen Ordnung offenbarte“.

### Das Planetarium

Planetarium

Auf diesem Anzeigeblatt sieht man die Position der Planeten in ihrem Lauf um die Sonne. Ihre Umlaufzeiten nehmen von innen nach außen zu: Der Merkur braucht knapp 88 Tage für einen Umlauf um die Sonne, der Neptun über 163 Jahre. Die Abstände der inneren sechs Planeten sind maßstäblich gehalten, für Uranus und Neptun wurden sie verkürzt. Auf einer Schautafel unterhalb des Planetariums sind die einzelnen Planeten in ihren wahren Größenverhältnissen dargestellt.

### Das Tellurium / Venus und Mars

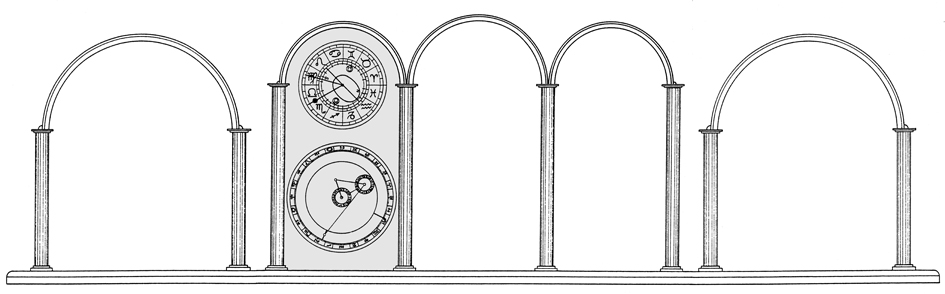
Tellurium

Das Tellurium zeigt innerhalb eines Anzeigerings mit dem Tierkreis die Bewegungen von Sonne, Erde und Mond in ihren Konstellationen. Neben dem Sonnen- und dem Mondzeiger weist eine Scheibe mit den Mondknoten die Lage der Mondbahnebene aus. Wenn ein Neu- oder Vollmond mit einem Knotendurchgang zusammenfällt, tritt eine Sonnen- oder Mondfinsternis ein. Zusätzlich wird die Entfernung des Mondes von der Erde dargestellt.
Mars und Venus bieten in der Dämmerung und in der Nacht ein eindrückliches Spiel. Ihre Bewegungen können vor- oder rückläufig, langsam oder auch schneller ablaufen. All dies kann in der unteren Anzeige abgelesen werden. Dünne Perlonfäden ermöglichen das Auffinden der Planeten von der Erde aus. Der Mars bewegt sich stark exzentrisch um die Sonne. Die daraus entstehende ungleichmäßige Bewegung wird naturgetreu dargestellt. Ebenso wird der sonnennächste Punkt (Perihel) der Marsumlaufbahn angezeigt.

### Tageszeiten und Mondalter

Tageszeiten und Mondalter

Ganz oben im mittleren Feld findet sich die Angabe der Normalzeit – diejenige Zeit, die wir im täglichen Leben brauchen. Darunter ist links die Angabe der Weltzeit UTC, Basis der Zeitzonen, welche die Erde einteilen. Rechts davon wird die Sternzeit angezeigt. Diese wird für die Bestimmung astronomischer Ereignisse verwendet. Im nächsten Bereich befinden sich Angaben zur Auf- und Untergangszeit der Sonne, bezogen auf das mittlere Deutschland.
In der Mitte zeigt eine Kugel die Lichtgestalt des Mondes, darunter ein Zifferblatt das Mondalter, die Zeit seit dem letzten Neumond.
Ganz unten schließlich die Anzeigen der Mitteleuropäischen Zeit MEZ (Zonenzeit), der Mittleren und der Wahren Ortszeit. Letztere zeigt den Lauf der Sonne über Furtwangen.

### Der Himmelsglobus / Gregorianischer und Weltkalender

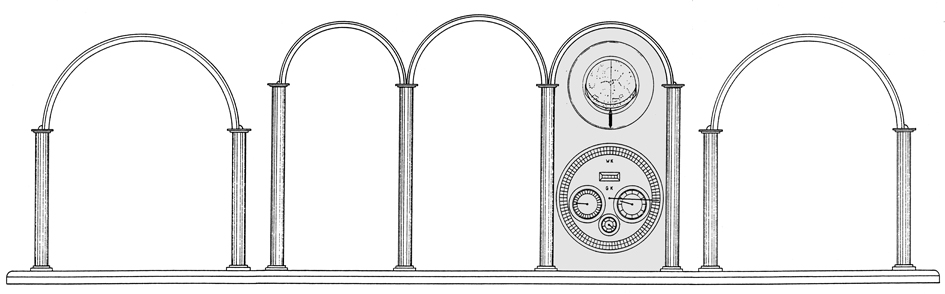
Himmelsglobus und Kalender

Der jeweils sichtbare Sternenhimmel wird vom Himmelsglobus angezeigt. Dabei spielen drei Bewegungen zusammen: Erstens dreht sich der Himmel scheinbar jeden Tag einmal herum – Resultat der täglichen Erddrehung. Zweitens wird auch der langsamere Jahreslauf sichtbar: Täglich um ein Kleines bleibt die Sternenbewegung zurück. Aber auch diese Bewegung ist nicht genau: In 25.750 Jahren kommt eine Drehung dazu – Resultat der Präzession, des langsamen Pendelns der Erdachse. Alle diese Bewegungen sind berücksichtigt.
Im unteren Anzeigefeld befinden sich die kalendarischen Angaben. Unser Gregorianischer Kalender mit zwölf ungleich langen Monaten und allen Schaltjahren ist im Datum der mittleren Anzeigen berücksichtigt. Auf dem Außenring ist das Datum nach dem sogenannten Weltkalender abzulesen. Die US-Amerikanerin Elisabeth Achelis (1880–1973) versuchte seit etwa 1930 diesen Kalender einzuführen.

### Das Spiel der Jupitermonde

Das Spiel der Jupitermonde

Die kleinen Löcher am Ende der Mondzeiger geben die Größe der Monde im wahren Verhältnis zum Jupiter in der Mitte. Ein reizvolles Spiel entsteht durch die Passagen der Trabanten vor und hinter dem Jupiter sowie durch den Planetenschatten. Diese lassen sich durch die beiden breiten Zeiger im Detail verfolgen: Überstreicht ein Mond den hellen Bereich D, dann bewegt er sich vor der Jupiterscheibe, ist er über dem schwarzen Band, wirft er seinen Schatten auf die Oberfläche des Planeten. Umgekehrt verschwindet der jeweilige Mond hinter der Jupiterscheibe, wenn er durch den Schattenbereich wandert.

## Veröffentlichungen
- Hans Lang: Die Hans-Lang-Uhr. eine astronomische Kunstuhr der Superlative. [erstmals 1988] Leicht veränderte Neuausgabe. Furtwangen 2004
- Hans Lang: Der Uhrmacher. Autobiografische Erzählung. Vom Sinn des Lebens. Frankfurt a. M. [o. J.]